# Hotel Mohren

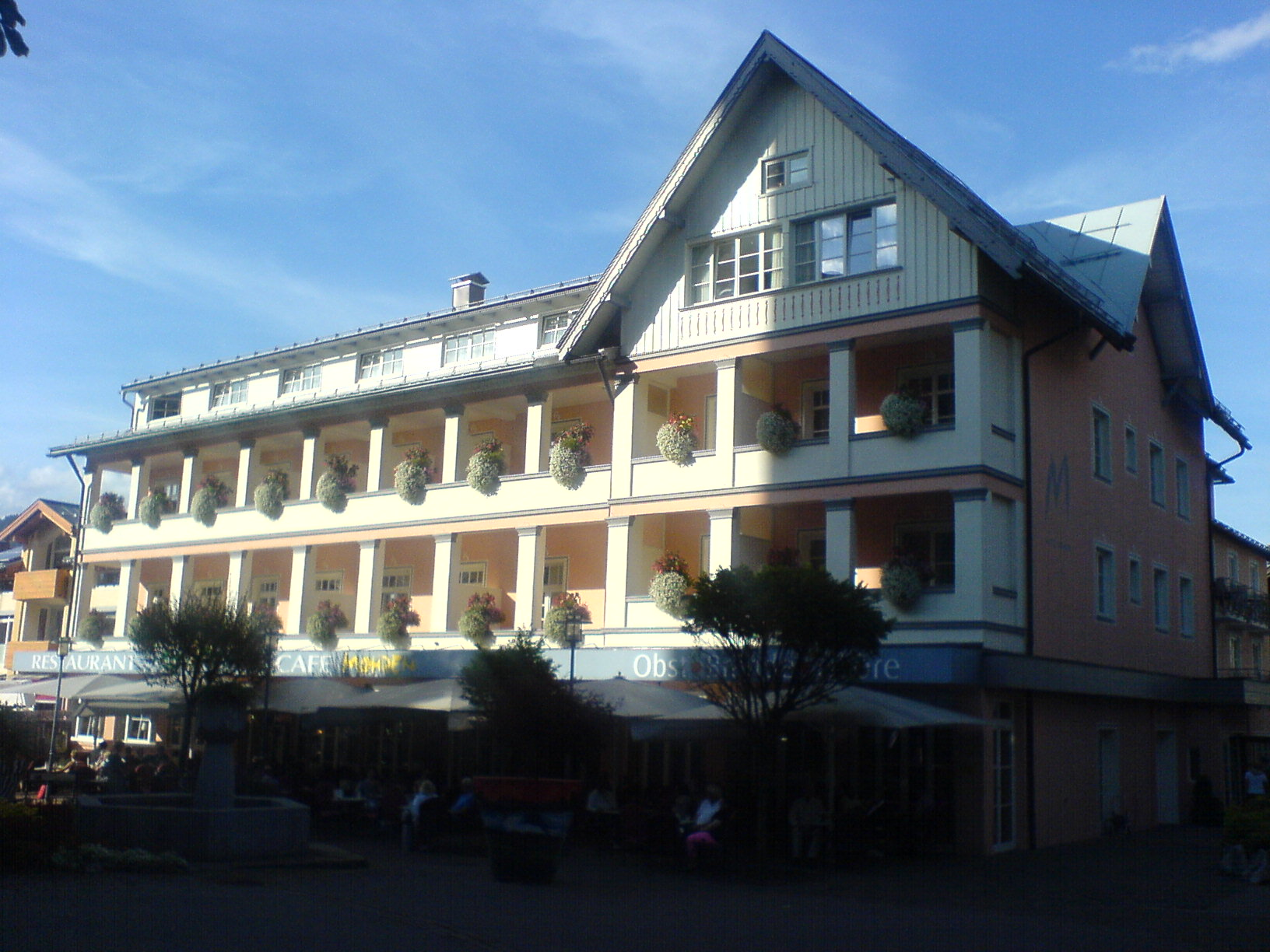
Hotel Mohren (2013)

Das Hotel Mohren in Oberstdorf am Marktplatz ist der älteste Gasthof im sogenannten „oberen Dorf“.
Bereits im Jahr 1478 wurde das Haus erstmals als „Taferne beyr Kirchen“ erwähnt und blickt heute auf eine über 500-jährige Geschichte zurück. Damit würde das Haus noch vor dem Hotel Schwarzer Bock in Wiesbaden als ältestes Hotel in Deutschland gelten, wenn es nicht bei einem Brand komplett niedergebrannt wäre (siehe unten).
Der erste namentlich erwähnte Wirt Jerg Erb wurde im Jahre 1611 im Zuge des Bauernaufstandes gezwungen sein Hab und Gut zu versilbern und Oberstdorf zu verlassen.
Ein weiteres einschneidendes Erlebnis für das Haus Mohren und ein schwerer Schlag für das gesamte Dorf war der „Große Brand“ im Jahr 1865. In dieser Nacht fielen zwei Drittel vom alten Oberstdorf – insgesamt 146 Häuser – den Flammen zum Opfer. Auf der Wand des Feuerwehrhauses auf der Nebelhornstraße ist heute noch der „Große Brand“ abgebildet. Das Mohren-Haus war komplett niedergebrannt, einzig und allein das Kellergewölbe überstand den Brand. Das über 500 Jahre alte Mauerwerk ist auch heute noch begehbar und wird als Weinkeller genutzt. Nach dem Brand baute der damalige Mohrenwirt Jacob Hannes das Haus wieder auf.
In den 1930er Jahren diente das Hotel als Herberge für verdiente Partei- und Wehrmachtsangehörige und in den Kriegsjahren zunächst als Lazarett und später als Lager für ausgebombte Münchner Kinder und Flüchtlinge. Die Blütezeit des Hotel Mohren begann in den 1950er Jahren. Es avancierte zum ersten Haus am Platz. Gäste des pompös ausgestatteten Grandhotels waren nun gut betuchte und Erholung suchende Bürger der oberen Gesellschaftsschichten aus ganz Deutschland und den europäischen Nachbarländern. In den 1970er und 1980er Jahren begann das Ansehen des Hauses zu bröckeln. Neue, modernere Hotels entstanden in Oberstdorf und man verhielt sich im Hotel Mohren sehr zögerlich bezüglich Investitionen. Das Image des Hauses litt in diesen Jahren und die Gäste blieben nach und nach aus. Durch den Eigentümerwechsel im Jahr 1991 war der Weg für eine komplette Renovierung geebnet. Im Jahr 1993 wurden mit Familie Reisigl und Familie Brandt neue Pächter gefunden. Inzwischen wurde das geschichtsträchtige Haus erneut renoviert und kehrte zu alter Blüte zurück.